# Robert Dick Wilson
Robert Dick Wilson, (4 février 1856 - 11 octobre 1930) est un linguiste américain et spécialiste presbytérien de l'Ancien Testament. Il consacre sa vie à prouver la fiabilité de la Bible hébraïque. Dans sa quête pour déterminer l'exactitude des manuscrits originaux, Wilson apprend 45 langues, dont l'hébreu, l'araméen et le grec, ainsi que toutes les langues dans lesquelles les Écritures ont été traduites jusqu'en 600 après J.-C..

## Biographie
Wilson est né dans l'Indiana, en Pennsylvanie. Il se révèle être un étudiant en langues exceptionnel dès ses études de premier cycle. À l'université de Princeton, il peut lire le Nouveau Testament en neuf langues. Il obtient son diplôme de Princeton à l'âge de 20 ans, puis une maîtrise et un doctorat avant de poursuivre ses études supérieures en Allemagne, à l'université Humboldt de Berlin. En 1883, Wilson devient professeur d'Ancien Testament au Western Theological Seminary (plus tard connu sous le nom de Pittsburgh Theological Seminary), où il effectue une partie de ses études supérieures. En 1900, il retourne à Princeton en tant que professeur William Henry Green de langues sémitiques et de critique de l'Ancien Testament au Princeton Theological Seminary.
Tout au long de sa carrière, il s'oppose à l'Exégèse historico-critique de la Bible, qui soutient que la Bible est inexacte sur de nombreux points et historiquement peu fiable. Le professeur Wilson écrit : « Je suis parvenu à la conviction qu'aucun homme n'en sait assez pour contester la véracité de l'Ancien Testament. Chaque fois que quelqu'un a pu rassembler suffisamment de "preuves" documentaires pour entreprendre une enquête, les faits bibliques contenus dans le texte original ont passé avec succès l'épreuve » (cité dans R. Pache, The Inspiration and Authority of Scripture ).
À la fin des années 1920, il quitte Princeton pour enseigner au nouveau séminaire théologique conservateur de Westminster. Parmi ses autres œuvres, Wilson contribue à l'International Standard Bible Encyclopedia, une référence biblique réputée du début du XXe siècle.

## Travaux
- Robert D. Wilson, Introductory Syriac Method and Manual, New York, Scribners, 1891 (OCLC 4226955, lire en ligne)
- Robert D. Wilson, Elements of Syriac Grammar by an inductive method, New York, Scribners, 1891 (OCLC 2062991, lire en ligne)
- Robert D. Wilson, Notes on Hebrew Syntax, Allegheny, PA, no publisher, 1892 (OCLC 9313879)
- Robert D. Wilson, The Lower Criticism of the Old Testament as a preparation for the higher criticism, Princeton, NJ, C. S. Robinson, 1901 (OCLC 392518, lire en ligne)
- Robert D. Wilson, A Hebrew Grammar for Beginners, Leipzig, W. Drugulin, 1908 (OCLC 3183062, lire en ligne)
- Robert D. Wilson, Studies in the Book of Daniel, vol. 1, New York, Putnam, 1917
- Robert D. Wilson, The Present State of the Daniel Controversy, New York, Bible Teachers Training School, 1919 (lire en ligne)
- Robert D. Wilson, Is The Higher Criticism Scholarly?, Chicago, IL, Sunday School Times, 1922 (lire en ligne)
- Robert D. Wilson, A Scientific Investigation of the Old Testament, Philadelphia, PA, Sunday School Times, 1926 (lire en ligne)
- Robert D. Wilson, The Radical Criticism of the Psalter, London, Victoria Institute, 1927 (OCLC 8788815)
- Robert D. Wilson, Studies in the Book of Daniel, vol. 2, New York, Revell, 1938 (ISBN 978-0-801-09530-6, OCLC 4618224)
- Robert D. Wilson, Studies in the Book of Daniel, Grand Rapids, MI, Baker, 1979 (ISBN 978-0-801-09530-6, OCLC 4618224) - in one volume